# 紫苑色
紫苑色（しおんいろ）は、紫苑の花のような淡い紫。

## 概要
紫苑色は特に平安中期に愛好され、『うつほ物語』に「紫苑色の織物の指貫」「紫苑色の綾の細長」、『源氏物語』の「紫苑色の折にあいたる薄物の裳」とあるように織色、重色、染色の三種があり秋の衣装に用いられた。
うち、染色と織色に関しては資料は残されていないが、高位の人から女の童（召使の童女）まで広く用いられていることから染色は二藍と同様に藍と紅花で行われたものと考えられている。
ただし鎌倉初期の『次将装束抄』には薄色（紫草で染めた薄い紫）を紫苑色と呼ぶようになったとあり、平安中期にははっきりと別の色として扱われていた二色が後に混同していった模様。
襲の色目としては諸説あるが、表が濃薄色で裏が青（『物具装束抄』）、または、表が紫で蘇芳（『薄様色目』）など。